# Ejeme
Ejeme település Spanyolországban, Salamanca tartományban. Ejeme Encinas de Arriba, Alba de Tormes, Navales, Anaya de Alba és Galisancho községekkel határos. Lakosainak száma 144 fő (2024).

## Népesség
A település népessége az elmúlt években az alábbi módon változott:
| Lakosok száma | 192  | 168  | 165  | 163  | 151  | 131  | 130  | 126  | 126  | 144  |
|               | 2001 | 2004 | 2007 | 2009 | 2012 | 2014 | 2017 | 2019 | 2022 | 2024 |